# 里格利海崖
84°34′S 63°45′W / 84.567°S 63.750°W
里格利海崖（英語：Wrigley Bluffs）是南極洲的海崖，位於伊莉莎白女王地，處於克羅斯山以北6公里，長7公里，屬於帕圖克森特山脈中安德森山脈的一部分，美國地質調查局根據測量和該國海軍的空中照片繪入地圖，現時由南極條約體系管理。